# خوسيه هاميلتون ريبيرو
خوسيه هاميلتون ريبيرو (بالبرتغالية: José Hamilton Ribeiro‏) هو صحفي برازيلي، ولد في 1 أغسطس 1935 في Santa Rosa de Viterbo, São Paulo ‏ في البرازيل.